# Museo civico Polironiano

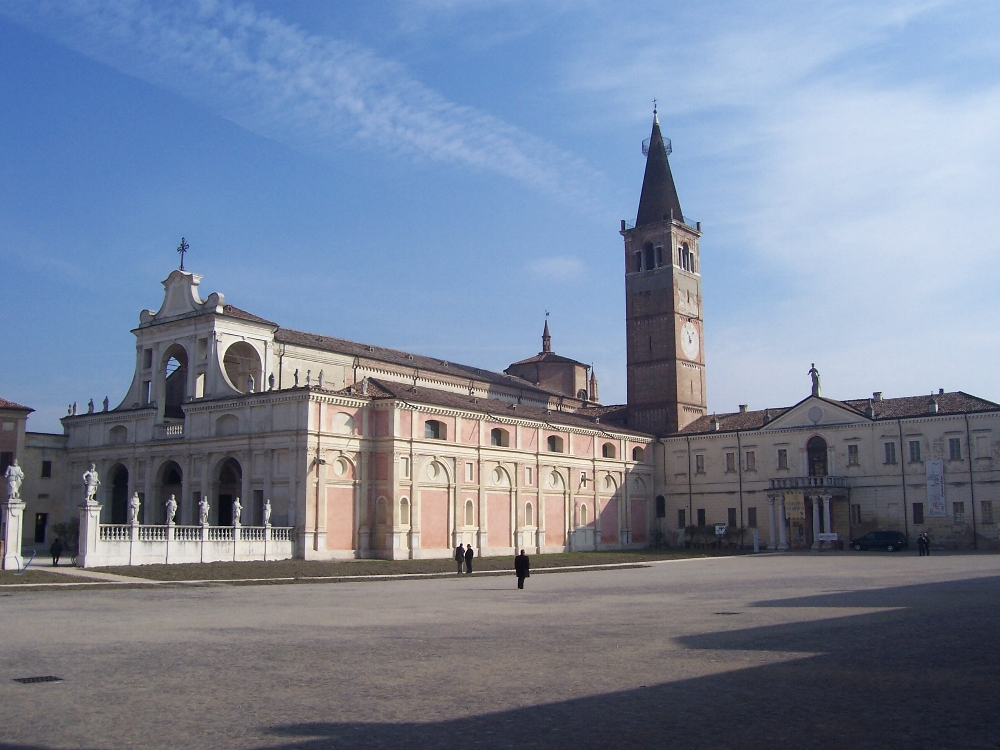
San Benedetto Po, Abbazia di San Benedetto in Polirone

Il Museo civico Polironiano è un museo ubicato a San Benedetto Po, in piazza Teofilo Folengo, 22. Ha la sua sede nei dormitori del monastero di San Benedetto in Polirone, fondato nel 1007 da Tedaldo di Canossa.
Il museo propone il recupero delle testimonianze, materiali e immateriali, della pianura fluviale solcata dal fiume Po, tra le Prealpi e l'Appennino Tosco-Emiliano.
Propone anche la conoscenza del complesso monastico benedettino di Polirone (1007–1797), che nel Medioevo fu il principale punto di irradiazione della bonifica del territorio padano compreso tra la città di Mantova e l'Emilia.

## Percorso
- Sala 1: La coltura dei cereali - il mais e la polenta;
- Sala 2: La stalla e la filiera del latte;
- Sala 3: Il formaggio;
- Sala 4: I salumi e l'allevamento del maiale;
- Sala 5: La società rurale: proprietari, proletari e artigiani;
- Sala 6: Il grande fiume: vita sociale e conflitti;
- Sala 7: Il grande fiume ieri e oggi: la trasformazione della pesca;
- Sala 8: La società rurale: mestieri e professioni;
- Sala 9: La società rurale: uomini e donne;
- Sala 10: L'aula scolastica;
- Sala 11: L'infanzia;
- Sala 12: Le bonifiche in area padana, dall'epoca dei monaci di Polirone all'età contemporanea;
- Sala 13: La tradizione monastica e i secoli di Polirone;
- Sala 14: La biblioteca del monastero;
- Sala 15: L'immaginario popolare: la fiaba;
- Sala 16: L'immaginario popolare: l'aldilà;
- Sala 17: L'immaginario popolare. Animali, mostri, esseri fantastici, forze occulte, magia;
- Sala 18: Salute e malattia. Cure e rimedi empirici;
- Sala 19: Il bisogno di protezione, la devozione popolare, le superstizioni;
- Sala 20: Protagonisti della cultura popolare. Musicanti, teatranti girovaghi, burattinai e marionettisti;
- Sala 21: Protagonisti: Matilde di Canossa;
- Sala 22: Protagonisti: Ulisse Barbieri;
- Sala 23: Protagonisti: Umberto Bellintani:
- Sala 24: Protagonisti: i pittori della bassa.